# Quarterback titolari degli Indianapolis Colts
Questi quarterback sono partiti come titolari per gli Indianapolis Colts della National Football League. Sono inseriti in ordine di data a partire dalla prima partenza come titolari nei Colts.

## Quarterback titolari
Lista di tutti i quarterback titolari degli Indianapolis Colts. Il numero tra parentesi indica il numero di gare da titolare giocate nella stagione:

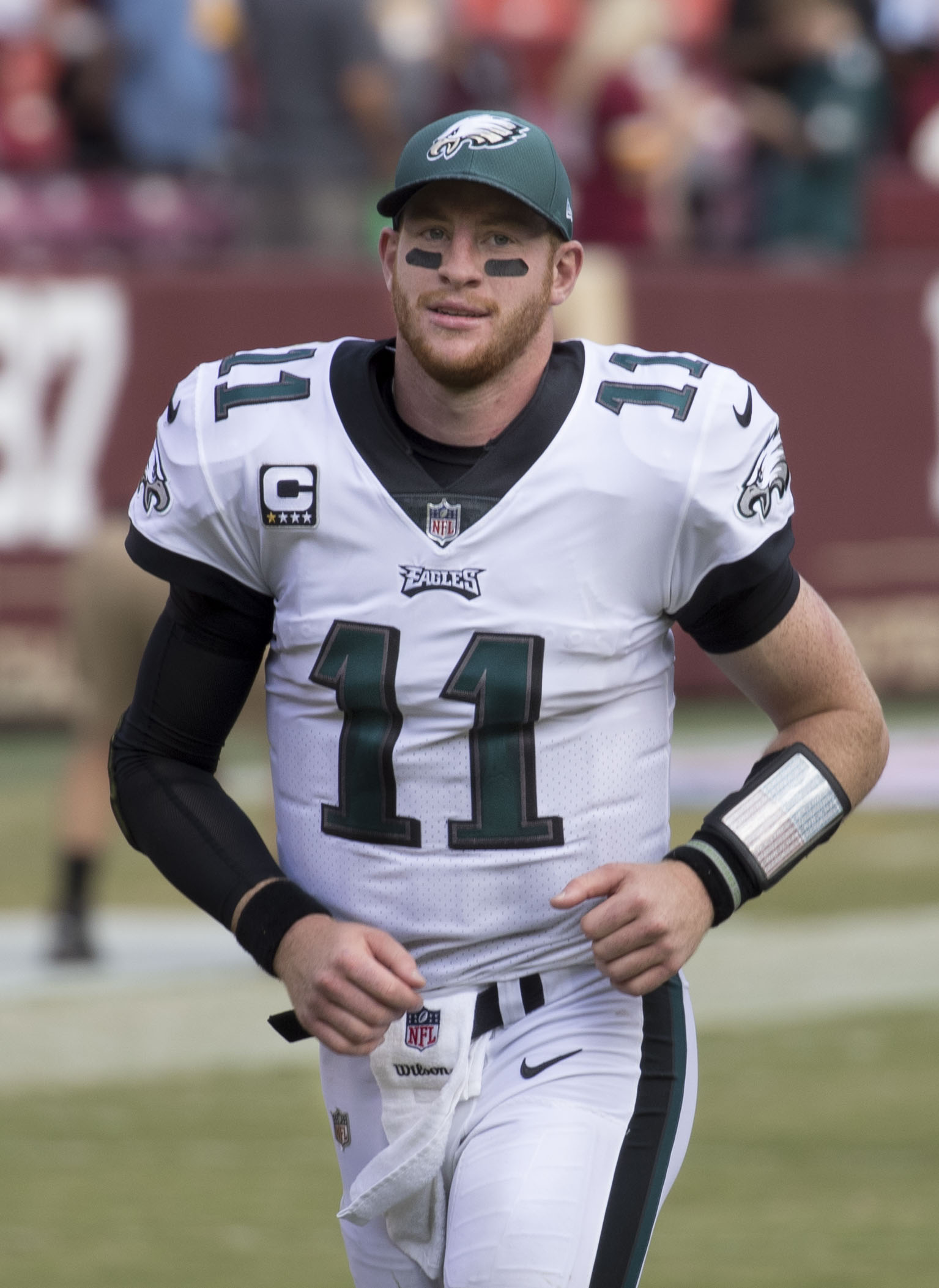
Carson Wentz, 2021

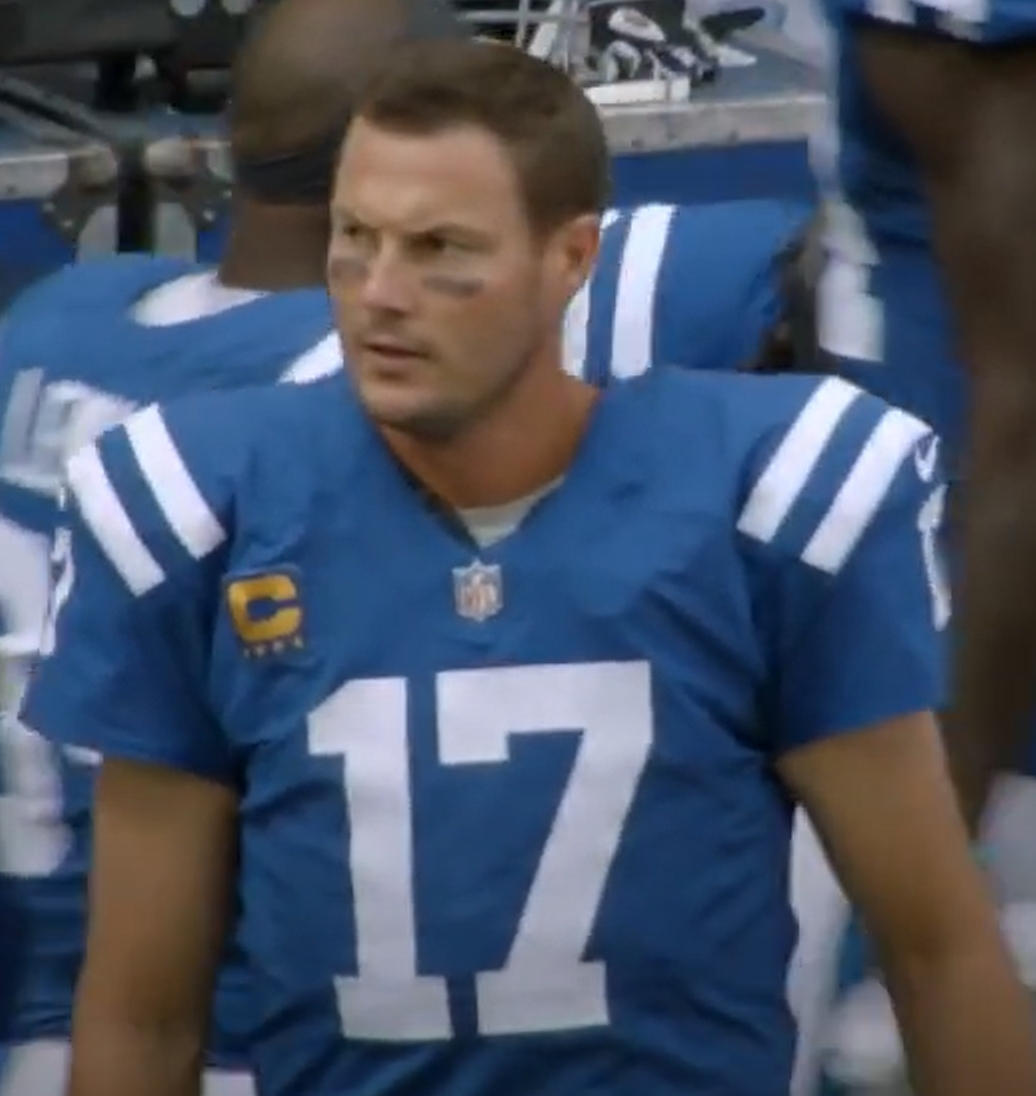
Philip Rivers, 2020

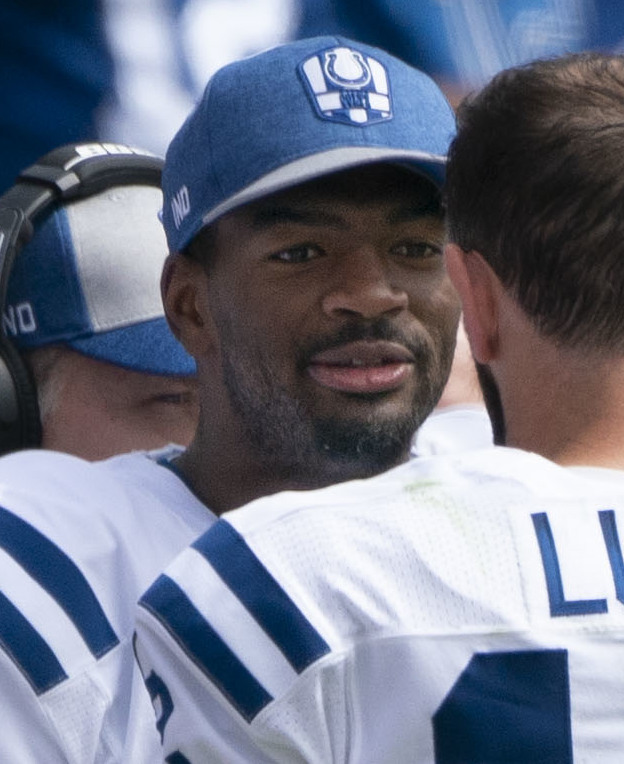
Jacoby Brissett, 2017–2019

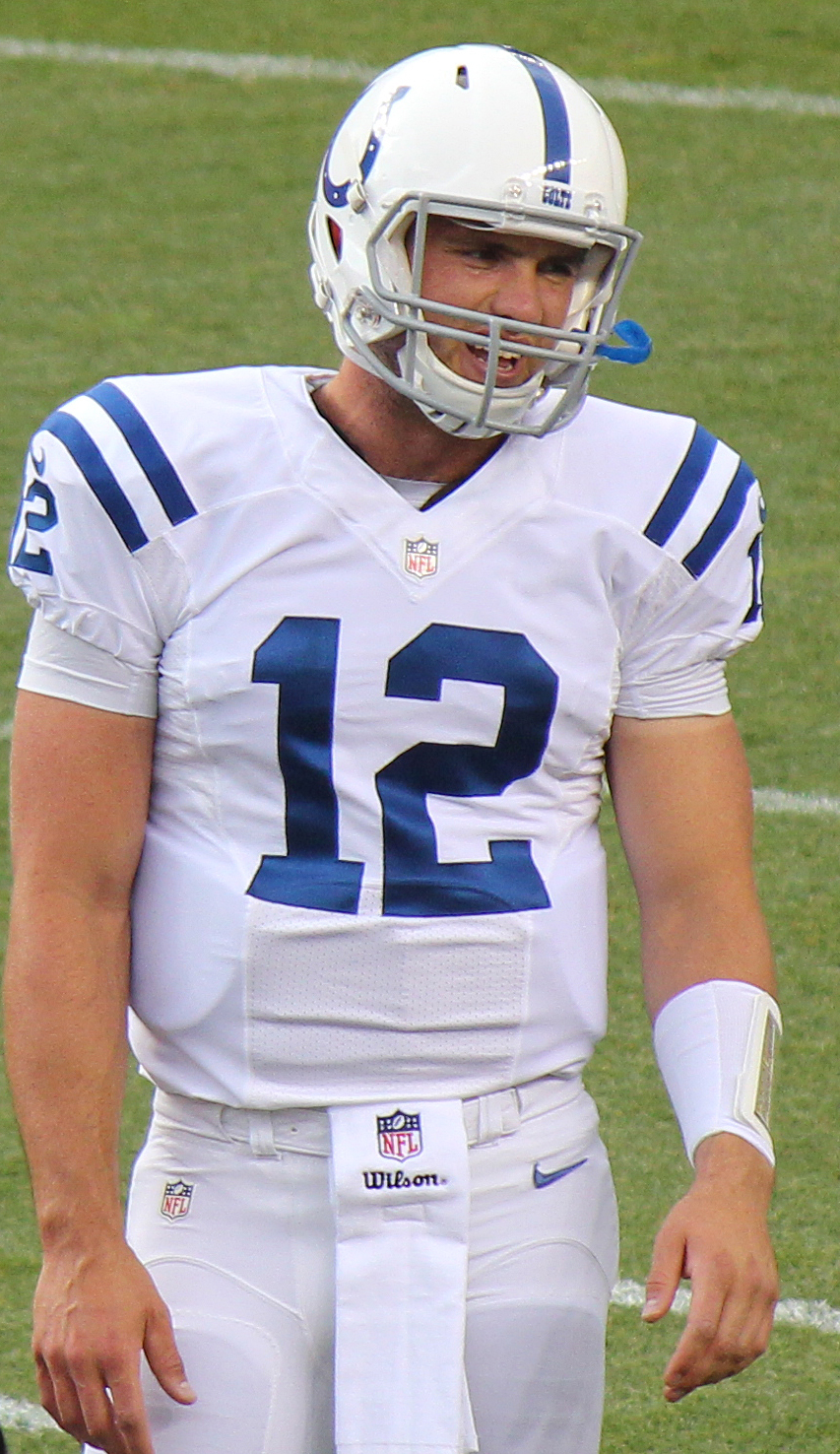
Andrew Luck, 2012-2018

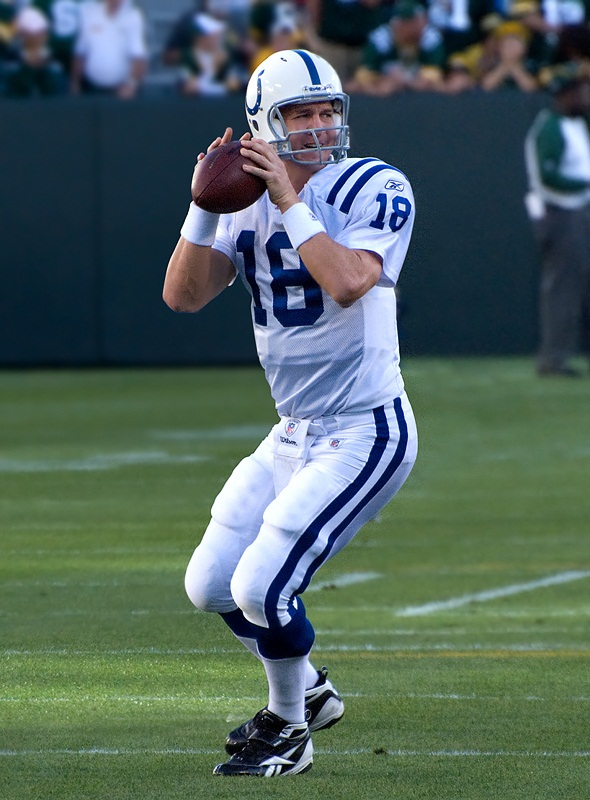
Peyton Manning, 1998-2010

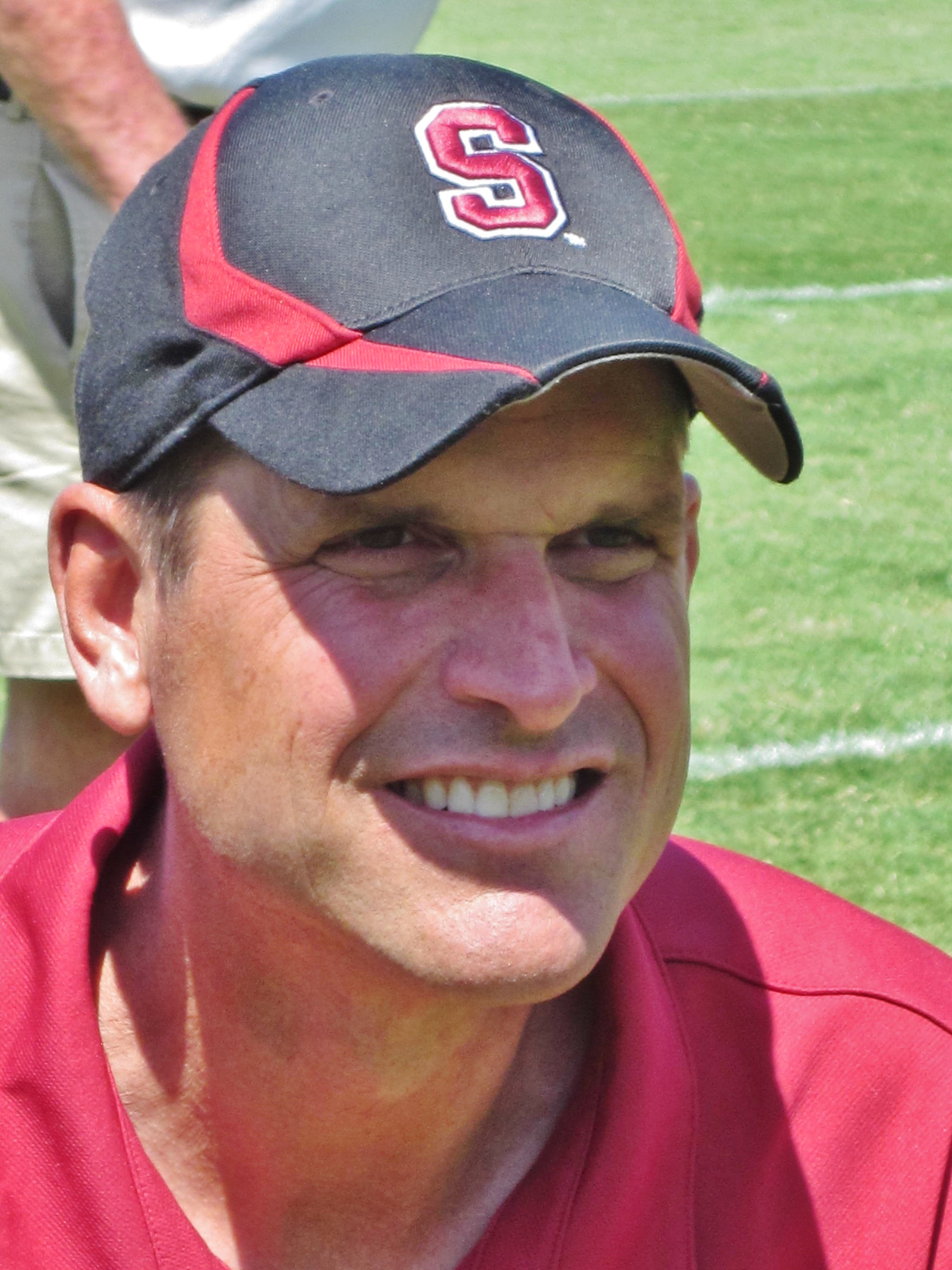
Jim Harbaugh, 1994-1997

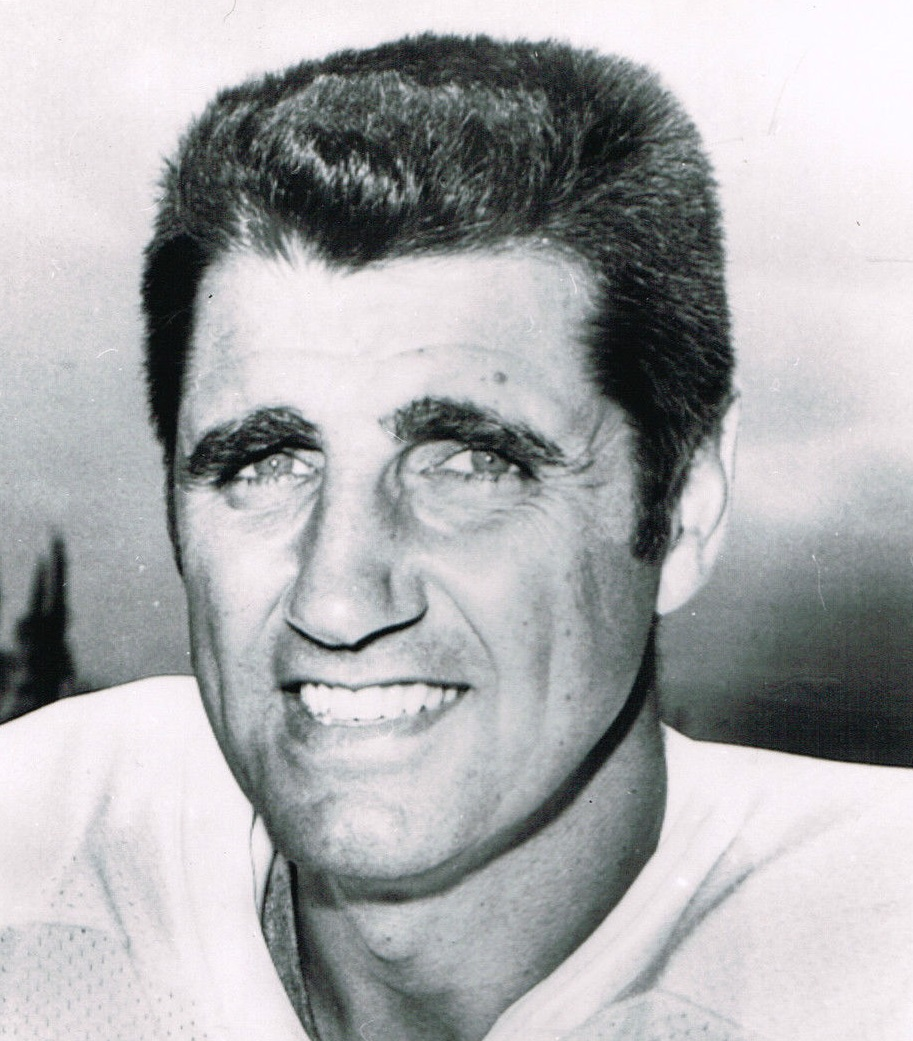
Earl Morrall, 1968-1971

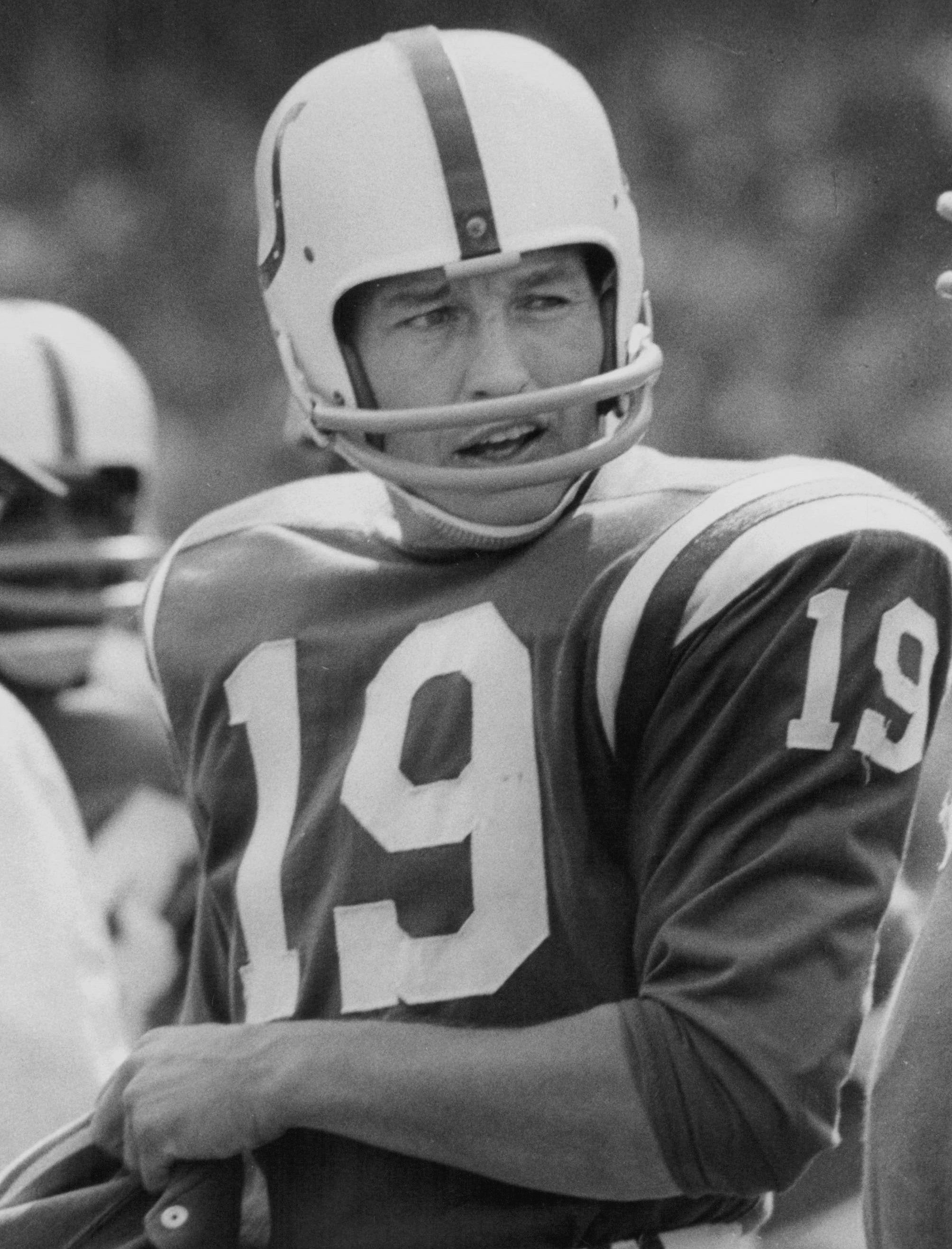
Johnny Unitas, 1956-1972

| † | Indotto nella Pro Football Hall of Fame      |
| + | Premiato come MVP in quella stagione         |
| * | Convocato per il Pro Bowl in quella stagione |

| Anno                               | Quarterback                                                 | Note                          |
| ---------------------------------- | ----------------------------------------------------------- | ----------------------------- |
| Indianapolis Colts (1984–presente) |                                                             |                               |
| 2022                               | Matt Ryan (12) / Sam Ehlinger (3) / Nick Foles (2)          | [ 1 ]                         |
| 2021                               | Carson Wentz (17)                                           | [ 2 ]                         |
| 2020                               | Philip Rivers (16)                                          | [ 3 ]                         |
| 2019                               | Jacoby Brissett (15) / Brian Hoyer (1)                      | [ 4 ]                         |
| 2018                               | Andrew Luck (16)                                            | [ 5 ]                         |
| 2017                               | Jacoby Brissett (15) / Scott Tolzien (1)                    | [ 6 ]                         |
| 2016                               | Andrew Luck (15) / Scott Tolzien (1)                        | [ 7 ]                         |
| 2015                               | Matt Hasselbeck (8) / Andrew Luck (7) / Josh Freeman (1)    | [ 8 ]                         |
| 2014                               | Andrew Luck* (16)                                           |                               |
| 2013                               | Andrew Luck* (16)                                           |                               |
| 2012                               | Andrew Luck* (16)                                           | [ 9 ]                         |
| 2011                               | Curtis Painter (8) / Dan Orlovsky (5) / Kerry Collins (3)   | [ 10 ]                        |
| 2010                               | Peyton Manning†* (16)                                       | [ 11 ] [ 12 ]                 |
| 2009                               | Peyton Manning†+* (16)                                      | [ 12 ] [ 13 ]                 |
| 2008                               | Peyton Manning†+* (16)                                      | [ 12 ] [ 14 ]                 |
| 2007                               | Peyton Manning†* (16)                                       | [ 12 ] [ 15 ]                 |
| 2006                               | Peyton Manning†* (16)                                       | [ 12 ] [ 16 ]                 |
| 2005                               | Peyton Manning†* (16)                                       | [ 12 ] [ 17 ]                 |
| 2004                               | Peyton Manning†+* (16)                                      | [ 12 ] [ 18 ]                 |
| 2003                               | Peyton Manning†+* (16)                                      | [ 12 ] [ 19 ]                 |
| 2002                               | Peyton Manning†* (16)                                       | [ 12 ] [ 20 ]                 |
| 2001                               | Peyton Manning† (16)                                        | [ 12 ] [ 21 ]                 |
| 2000                               | Peyton Manning†* (16)                                       | [ 12 ] [ 22 ]                 |
| 1999                               | Peyton Manning†* (16)                                       | [ 12 ] [ 23 ]                 |
| 1998                               | Peyton Manning† (16)                                        | [ 12 ] [ 24 ]                 |
| 1997                               | Jim Harbaugh (11) / Paul Justin (4) / Kelly Holcomb (1)     | [ 25 ] [ 26 ] [ 27 ] [ 28 ]   |
| 1996                               | Jim Harbaugh (14) / Paul Justin (2)                         | [ 26 ] [ 27 ] [ 29 ]          |
| 1995                               | Jim Harbaugh* (12) / Craig Erickson (3) / Paul Justin (1)   | [ 26 ] [ 27 ] [ 30 ] [ 31 ]   |
| 1994                               | Jim Harbaugh (9) / Don Majkowski (6) / Browning Nagle (1)   | [ 26 ] [ 32 ] [ 33 ] [ 34 ]   |
| 1993                               | Jeff George (11) / Jack Trudeau (5)                         | [ 35 ] [ 36 ] [ 37 ]          |
| 1992                               | Jeff George (10) / Jack Trudeau (5) / Mark Herrmann (1)     | [ 36 ] [ 37 ] [ 38 ] [ 39 ]   |
| 1991                               | Jeff George (16)                                            | [ 36 ] [ 40 ]                 |
| 1990                               | Jeff George (12) / Jack Trudeau (4)                         | [ 36 ] [ 37 ] [ 41 ]          |
| 1989                               | Jack Trudeau (12) / Chris Chandler (3) / Tom Ramsey (1)     | [ 37 ] [ 42 ] [ 43 ] [ 44 ]   |
| 1988                               | Chris Chandler (13) / Jack Trudeau (2) / Gary Hogeboom (1)  | [ 37 ] [ 43 ] [ 45 ] [ 46 ]   |
| 1987                               | Jack Trudeau (8) / Gary Hogeboom (6) / Blair Kiel (1)       | [ 37 ] [ 46 ] [ 47 ] [ 48 ]   |
| 1986                               | Jack Trudeau (11) / Gary Hogeboom (5)                       | [ 37 ] [ 46 ] [ 49 ]          |
| 1985                               | Mike Pagel (14) / Matt Kofler (1) / Art Schlichter (1)      | [ 50 ] [ 51 ] [ 52 ] [ 53 ]   |
| 1984                               | Mike Pagel (9) / Art Schlichter (5) / Mark Herrmann (2)     | [ 39 ] [ 51 ] [ 53 ] [ 54 ]   |
| Baltimore Colts (1953–1983)        |                                                             |                               |
| 1983                               | Mike Pagel (15) / Mark Herrmann (1)                         | [ 39 ] [ 51 ] [ 55 ]          |
| 1982                               | Mike Pagel (9)                                              | [ 51 ] [ 56 ]                 |
| 1981                               | Bert Jones (15) / David Humm (1)                            | [ 57 ] [ 58 ] [ 59 ]          |
| 1980                               | Bert Jones (15) / Greg Landry (1)                           | [ 58 ] [ 60 ] [ 61 ]          |
| 1979                               | Greg Landry (12) / Bert Jones (4)                           | [ 58 ] [ 61 ] [ 62 ]          |
| 1978                               | Bill Troup (11) / Bert Jones (3) / Mike Kirkland (2)        | [ 58 ] [ 63 ] [ 64 ] [ 65 ]   |
| 1977                               | Bert Jones (14)                                             | [ 58 ] [ 66 ]                 |
| 1976                               | Bert Jones+* (14)                                           | [ 58 ] [ 67 ]                 |
| 1975                               | Bert Jones (14)                                             | [ 58 ] [ 68 ]                 |
| 1974                               | Bert Jones (8) / Marty Domres (6)                           | [ 58 ] [ 69 ] [ 70 ]          |
| 1973                               | Marty Domres (9) / Bert Jones (5)                           | [ 58 ] [ 70 ] [ 71 ]          |
| 1972                               | Marty Domres (9) / Johnny Unitas† (5)                       | [ 70 ] [ 72 ] [ 73 ]          |
| 1971                               | Earl Morrall (9) / Johnny Unitas† (5)                       | [ 73 ] [ 74 ] [ 75 ]          |
| 1970                               | Johnny Unitas† (13) / Earl Morrall (1)                      | [ 73 ] [ 75 ] [ 76 ]          |
| 1969                               | Johnny Unitas† (12) / Earl Morrall (2)                      | [ 73 ] [ 75 ] [ 77 ]          |
| 1968                               | Earl Morrall+* (14)                                         | [ 75 ] [ 78 ]                 |
| 1967                               | Johnny Unitas†+* (14)                                       | [ 73 ] [ 79 ]                 |
| 1966                               | Johnny Unitas†* (13) / Gary Cuozzo (1)                      | [ 73 ] [ 80 ] [ 81 ]          |
| 1965                               | Johnny Unitas† (11) / Gary Cuozzo (2) / Tom Matte (1)       | [ 73 ] [ 81 ] [ 82 ] [ 83 ]   |
| 1964                               | Johnny Unitas†+* (14)                                       | [ 73 ] [ 84 ]                 |
| 1963                               | Johnny Unitas†* (14)                                        | [ 73 ] [ 85 ]                 |
| 1962                               | Johnny Unitas†* (14)                                        | [ 73 ] [ 86 ]                 |
| 1961                               | Johnny Unitas†* (14)                                        | [ 73 ] [ 87 ]                 |
| 1960                               | Johnny Unitas†* (12)                                        | [ 73 ] [ 88 ]                 |
| 1959                               | Johnny Unitas†+* (12)                                       | [ 73 ] [ 89 ]                 |
| 1958                               | Johnny Unitas† *(10) / George Shaw (2)                      | [ 73 ] [ 90 ] [ 91 ]          |
| 1957                               | Johnny Unitas†* (12)                                        | [ 73 ] [ 92 ]                 |
| 1956                               | Johnny Unitas† (7) / George Shaw (5)                        | [ 73 ] [ 91 ] [ 93 ]          |
| 1955                               | George Shaw (12)                                            | [ 91 ] [ 94 ]                 |
| 1954                               | Gary Kerkorian (10) / Fred Enke (1) / Cotton Davidson (1)   | [ 95 ] [ 96 ] [ 97 ] [ 98 ]   |
| 1953                               | Fred Enke (8) / George Taliaferro (3) / Ed Mioduszewski (1) | [ 97 ] [ 99 ] [ 100 ] [ 101 ] |